# Fiat Sedici

Il logo della Fiat Sedici

La Fiat Sedici è un'autovettura SUV a trazione integrale di segmento B, realizzata dalla casa torinese in collaborazione con la Suzuki. La denominazione "Sedici" è dovuta ad un gioco di parole riferito a "4x4", comune definizione per le vetture con trazione integrale: 4×4 = 16.
La costruzione del modello, unitamente a quello della Suzuki SX4, avvenne negli stabilimenti ungheresi della casa giapponese e ne è stata prevista la produzione di circa 20.000 esemplari annui.
Disegnata da Giorgetto Giugiaro, la "Sedici" entrò in produzione alla fine del 2005; presentata al Motorshow di Bologna nel dicembre dello stesso anno, dopo qualche mese fu utilizzata promozionalmente come vettura ufficiale dei XX Giochi olimpici invernali.
Il pianale di base utilizzava sospensioni anteriori a ruote indipendenti con schema MacPherson mentre al retrotreno fu adottato uno schema a ruote interconnesse con ponte torcente e barra stabilizzatrice sia per le versioni a trazione anteriore che a trazione integrale.

## Aggiornamenti

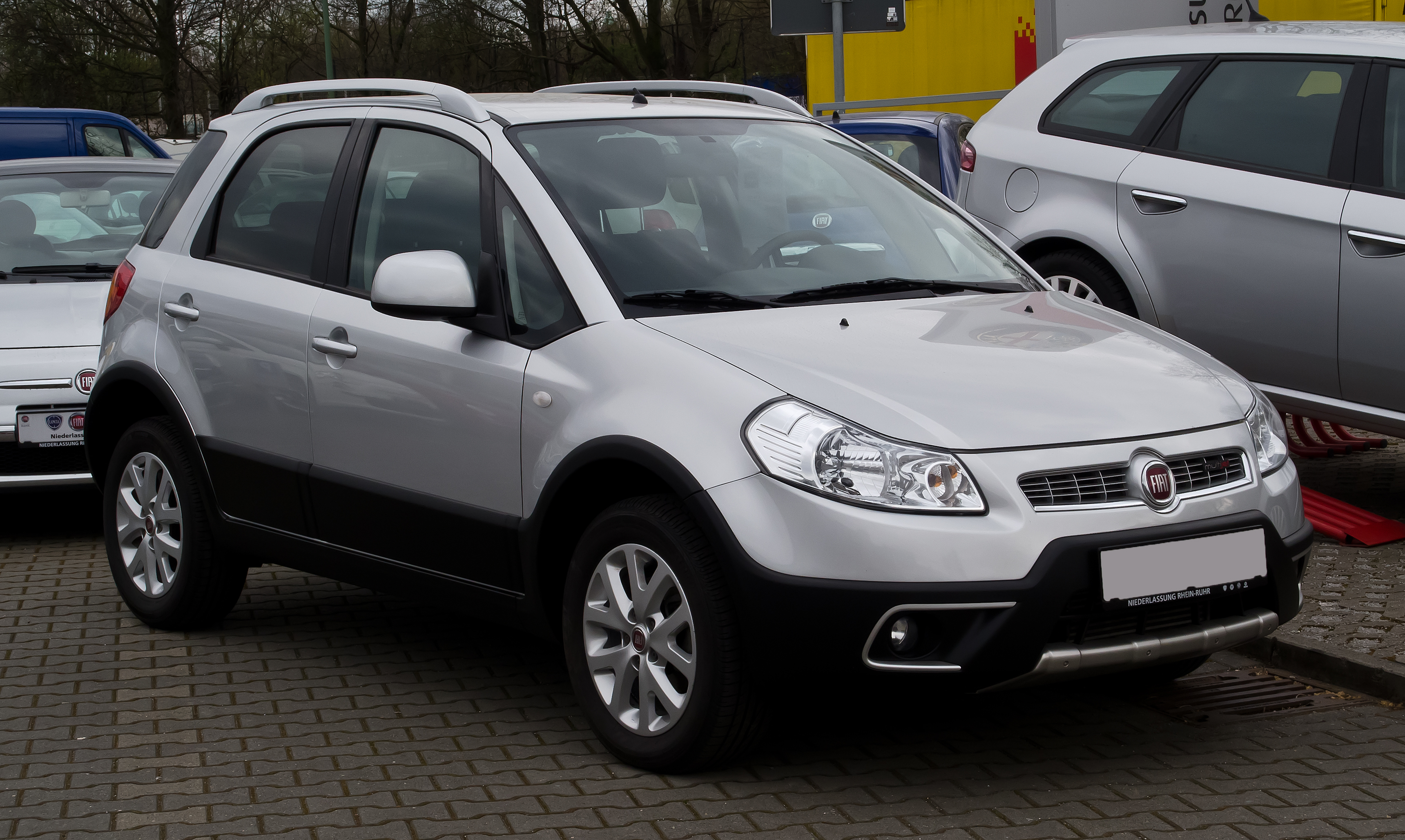
il restyling del 2008

Nel marzo 2008 l'auto ha ricevuto un lieve aggiornamento.
Le novità riguardavano innanzitutto i sedili: negli allestimenti Emotion ed Experience fu introdotto un nuovo tessuto inox color sabbia; furono modificate, inoltre, le maniglie della porta e il portaoggetti interno. All'esterno è stato ristilizzato il logo FIAT.
Poche settimane dopo debuttò la nuova versione a due ruote motrici "4x2", trazione anteriore, più parca in consumi ed emissioni. 
Invariati gli allestimenti, Dynamic, Emotion ed Experience (con ESP e controllo della trazione).
Come indicato sulla rivista specializzata "QUATTRORUOTE" (settembre 2008, pag. 239), Fiat Sedici risulta al secondo posto per i SUV più venduti in Italia relativamente alle consegne di giugno 2008, con 999 unità immatricolate.
In primavera 2009 la Sedici venne sottoposta a un aggiornamento più consistente: cambiò la mascherina anteriore, simile a quella della Bravo, e furono nuovi anche gli scudi paraurti. All'interno c'era una strumentazione più raffinata, nuovi tessuti e furono ridisegnate la plancetta del climatizzatore e le bocchette centrali. Totalmente rinnovata la gamma motori, invariati gli allestimenti.

## Fine produzione
Viene ritirata dal mercato nel 2014. Nella gamma Fiat la Sedici viene in parte sostituita dalla Fiat 500X. La Sedici nel 2013 è stata prodotta in circa 6.000 unità, contro le 32.000 del 2008.

## Motorizzazioni
| Versione        | Disponibilità | Motore  | Cilindrata | Potenza        | Coppia Massima | Emissioni CO2 (g/Km) | 0–100 km/h (secondi) | Velocità max (Km/h) | Consumo medio (Km/l) |
| 1.6 16V         | dal 2009      | Benzina | 1598       | 88 kW (120 Cv) | 156 (Nm)       | 143                  | 10.7                 | 185                 | 16.1                 |
| 1.6 16V 4X4     | dal 2009      | Benzina | 1598       | 88 kW (120 Cv) | 156 (Nm)       | 149                  | 11.5                 | 175                 | 15.4                 |
| 2.0 MJT DPF     | dal 2009      | Diesel  | 1956       | 99 kW (135 Cv) | 320 (Nm)       | 134                  | 10.5                 | 190                 | 19.6                 |
| 2.0 MJT DPF 4X4 | dal 2009      | Diesel  | 1956       | 99 kW (135 Cv) | 320 (Nm)       | 142                  | 11.2                 | 180                 | 18.5                 |

I propulsori inizialmente previsti sono il quattro cilindri 1.6 lt a benzina da 107 cv di produzione Suzuki ed il quattro cilindri 1.9 lt diesel common rail multijet da 120 CV di origine Fiat.
Con il restyling del 2009 il 1.9 Multijet è sostituito dal più moderno 2.0 Multijet da 135 cv, mentre viene potenziato anche il benzina 1.6 che ora è capace di 120 cv, con consumi inferiori. Tutta la gamma è ora Euro 5.